# Mastigodryas dorsalis
Espèce
Synonymes
- Drymobius dorsalis Bocourt, 1890

Statut de conservation UICN

 LC  : Préoccupation mineure
Mastigodryas dorsalis est une espèce de serpent de la famille des Colubridae.

## Répartition
Cette espèce se rencontre au Mexique, au Guatemala, au Honduras et au Nicaragua.

## Publication originale
- Bocourt, 1890 : in Recherches Zoologiques pour servir à l'Histoire de la Faune de l'Amérique Centrale et du Mexique. Mission Scientifique au Mexique et dans l'Amérique Centrale, Recherches zoologiques. Part 2, sect. 1. in Duméril, Bocourt & Mocquard, 1870-1909, Études sur les reptiles, vol. 2-15, p. 33-860.